# Heliport Qeqertaq

i7
i11
i13
Der Heliport Qeqertaq (ICAO-Code: BGQE) ist ein Hubschrauberlandeplatz in Qeqertaq im westlichen Grönland. Da er kein Abfertigungsgebäude besitzt, wird der Heliport auch als Helistop bezeichnet.

## Lage und Ausstattung
Der Heliport liegt etwas nördlich des Dorfs, liegt auf einer Höhe von 69 Fuß und hat eine mit Schotter bedeckte kreisrunde Landefläche mit einem Durchmesser von 30 m.

## Fluggesellschaften und Ziele
Der Heliport wird von Air Greenland bedient, welche saisonale regelmäßige Flüge zum Flughafen Ilulissat anbietet.